# Stadionul CNAF
Het Stadionul CNAF (volledige naam is Centrul Naţional de Fotbal) is een multifunctioneel stadion in Buftea, een plaats in Roemenië.
Het stadion wordt vooral gebruikt voor voetbalwedstrijden, nationale jeugdelftallen maakten regelmatig gebruik van dit stadion. Het stadion werd ook gebruikt voor het Europees kampioenschap voetbal mannen onder 19 van 2011. Er werden drie groepswedstrijden gespeeld.
In het stadion is plaats voor 450 toeschouwers. Het stadion werd geopend in 2010.